# Nauwe korfslak
Nauwe korfslak (Vertigo angustior) is een op het land levende kleine longslak uit de familie van de Vertiginidae.

## Naam
De soortnaam werd in 1830 gepubliceerd door John Gwyn Jeffreys als Vertigo angustior. De naam angustior heeft betrekking op de weer afnemende breedte van de schelp bij de laatste winding (Angusto (Latijn) = vernauwen).

## Beschrijving

### De schelp

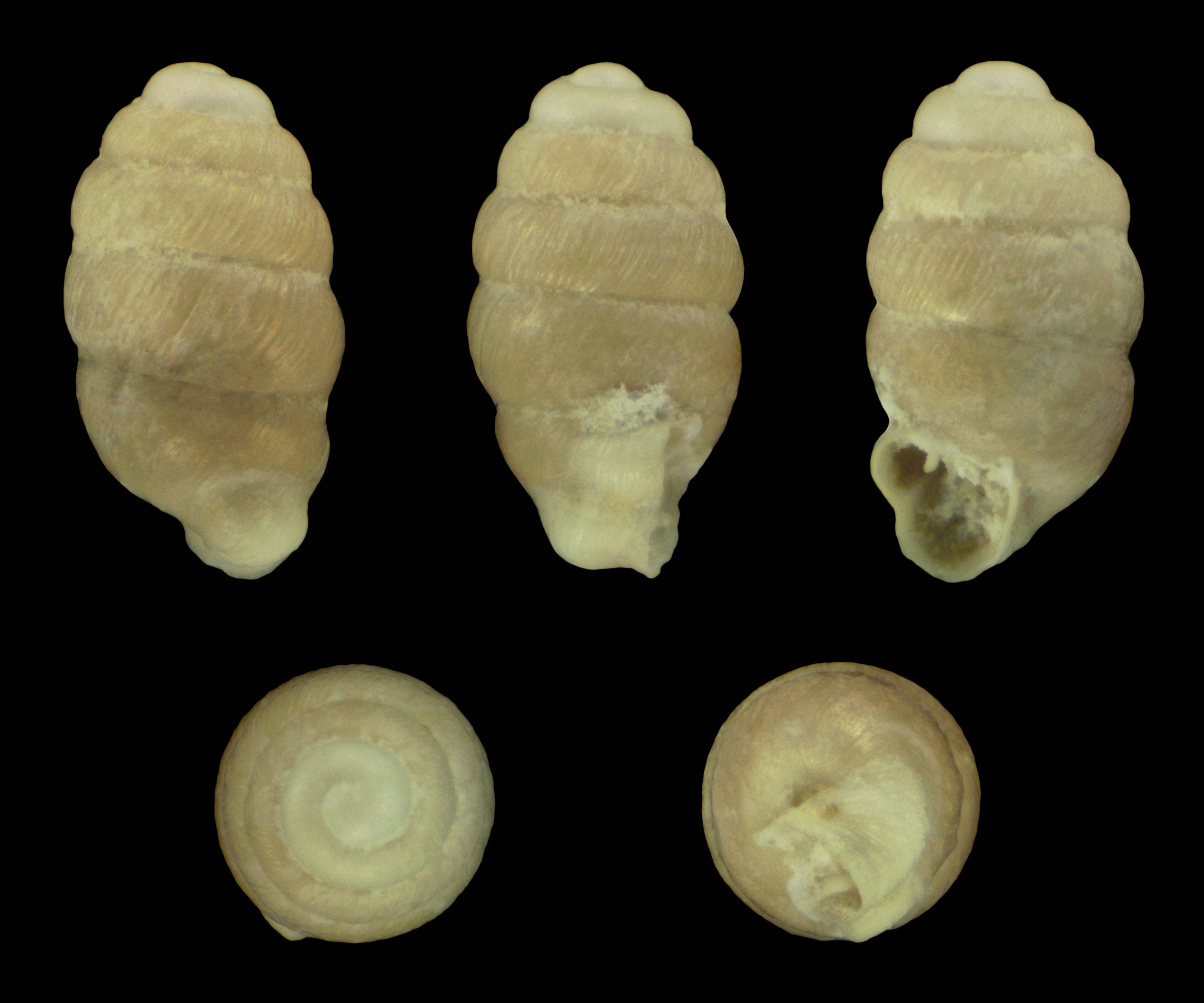
Fossiel, Pleistoceen

De schelp is linksgewonden, cilindrisch-eivormig en heeft ongeveer vijf convexe regelmatig in grootte toenemende windingen. Bij volwassen dieren versmalt de laatste winding sterk. 
Over het midden van de winding loopt een langgerekte 'deuk' parallel aan de sutuur tot aan de mondrand waardoor ook de mondopening aan de palatale zijde diep ingedeukt is. De mondrand is discontinu en in geringe mate omgeslagen. In de mondopening zijn 4 of 5 tanden aanwezig: 1 columellaire tand die lamelvormig is en een vrijwel verticale stand heeft, twee pariëtale tanden en 1-2 palatale tanden. Er is een spleetvormige navel. De sculptuur van de schelp bestaat uit radiale ribjes die vooral op de twee voorlaatste windingen sterk ontwikkeld zijn. Het periostracum heeft een bruin tot roodbruine kleur, de schelp zelf is lichtbruin. Bij levende dieren is de schelp half doorzichtig. Lege en fossiele schelpen zijn ondoorzichtig, matglanzend en lichtbruin gekleurd.

### Afmetingen van de schelp
- breedte: tot 1,2 mm.
- hoogte: tot 2,1 mm.

### Levenswijze
Vertigo angustior leeft in uiteenlopende biotopen van tamelijk droog tot zeer vochtig. De soort leeft in moerasbossen maar ook in duinbosjes, etc. Enige schaduw heeft de voorkeur.

### Huidige verspreiding
Deze soort heeft een Europese verspreiding en is nergens algemeen. In Nederland en België vooral aangetroffen in de kuststreek inclusief sporadisch op de waddeneilanden, daarnaast in ooibossen langs de Rijn. Verder niet erg algemeen.
De dieren zijn door hun levenswijze moeilijk te vinden en dat de soort in Nederland bedreigd zou zijn is dan ook uiterst twijfelachtig. De Europese bescherming is met name bedoeld om de habitat te behouden (Habitatrichtlijnsoort). De habitat waar de soort in leeft is bedreigd. Vaak zijn dat overgangen van nat naar vochtig zoals oevers van meertjes of een vochtige strooisellaag langs een duinbosje met ratelpopulier. Ook elders blijken habitat te zijn voor de nauwe korfslak, de bodem moet wel kalk bevatten.

### Fossiel voorkomen
Deze soort is bekend uit interglacialen tijdens het Kwartair. In Nederland bekend uit het Belvédère Interglaciaal en het Holoceen.

## Meer afbeeldingen

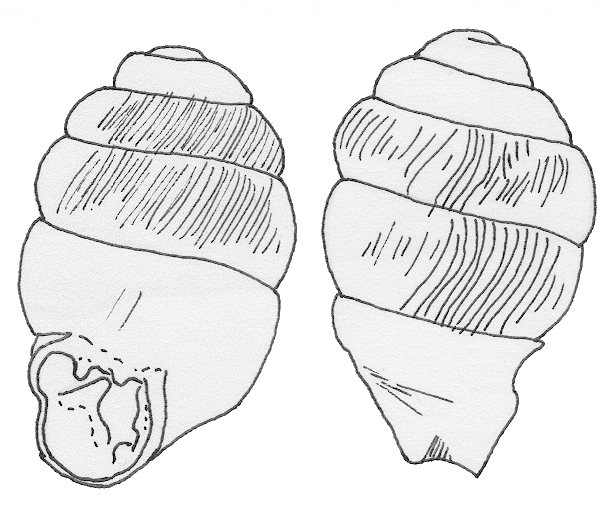
Vertigo angustior Holoceen - Ontsluiting Eben-Emael, Jekerdal, België
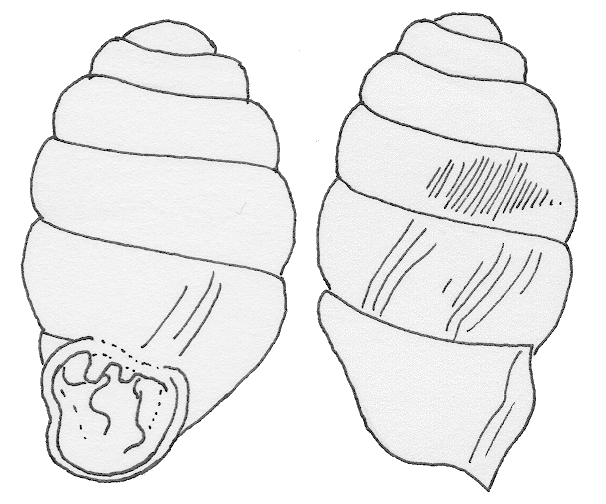
Vertigo angustior Holoceen - Ontsluiting Eben-Emael, Jekerdal, België

## Verwijzingen